# ジェイソン・ヤング
ジェイソン・ヤング（Jason Young、1991年3月21日 ‐ ）は、ジャマイカの陸上競技選手。専門は短距離走で、200mの自己ベストは19秒86。

## 経歴
2011年7月にマヤグエスで開催された中央アメリカ・カリブ選手権に出場すると、男子4×100mリレー決勝で3走（レローン・クラーク、デクスター・リー、ヤング、オシェイン・ベイリー）を務め、38秒81をマークしての金メダル獲得に貢献した。男子200mは決勝で20秒78（+1.1）をマークし、マイケル・マシュー（20秒60）、ロンデル・ソリロ（20秒64）に次いで銅メダルを獲得した。
2011年8月に深圳で開催されたユニバーシアードに出場すると、男子200m決勝で20秒59（-0.3）をマークし、ラシード・ドワイヤー（20秒20）に次いで銀メダルを獲得した。
2012年7月17日にルツェルンで開催された大会の男子200mでジャマイカ歴代3位タイ（当時）の記録となる19秒86（+1.5）をマーク。それまでの自己ベスト20秒42を大幅に塗り替え、20秒の壁を突破した。

## 自己ベスト
記録欄の（　）内の数字は風速（m/s）で、+は追い風、-は向かい風を意味する。
| 種目 | 記録          | 年月日        | 場所       | 備考 |
| 屋外 | 屋外          | 屋外          | 屋外       | 屋外 |
| ---- | ------------- | ------------- | ---------- | ---- |
| 100m | 10秒06 (+1.0) | 2012年7月17日 | ルツェルン |      |
| 200m | 19秒86 (+1.5) | 2012年7月17日 | ルツェルン |      |

## 主要大会成績
| 年   | 大会                            | 場所       | 種目    | 結果 | 記録          | 備考 |
| ---- | ------------------------------- | ---------- | ------- | ---- | ------------- | ---- |
| 2011 | 中央アメリカ・カリブ選手権 (en) | マヤグエス | 200m    | 3位  | 20秒78 (+1.1) |      |
| 2011 | 中央アメリカ・カリブ選手権 (en) | マヤグエス | 4x100mR | 優勝 | 38秒81 (3走)  |      |
| 2011 | ユニバーシアード (en)           | 深圳       | 200m    | 2位  | 20秒59 (-0.3) |      |
| 2011 | ユニバーシアード (en)           | 深圳       | 4x100mR | 予選 | DQ (2走)      |      |